# Казахстанско-сингапурские отношения
Казахстанско-сингапурские отношения — двусторонние дипломатические отношения между Республикой Казахстан и Республикой Сингапур.

## История

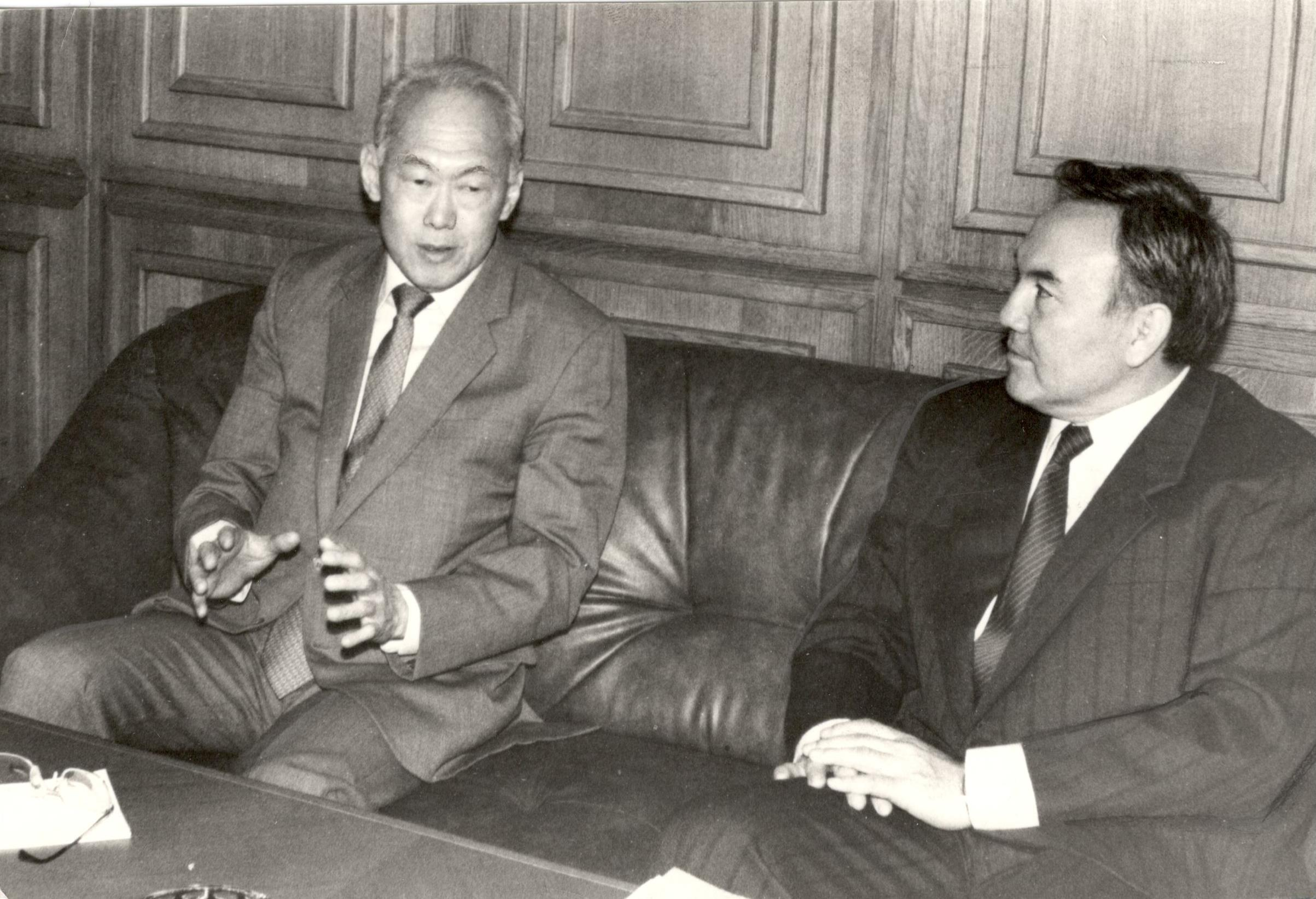
Встреча Нурсултана Назарбаева и Ли Куан Ю

Первый премьер-министр Сингапура Ли Куан Ю посещал Казахскую ССР в сентябре 1991 года.
Дипломатические отношения между Республикой Казахстан и Республикой Сингапур были установлены 30 марта 1993 года.
Первый президент Казахстана Нурсултан Назарбаев посещал Сингапур дважды — в мае 1996 года с официальным визитом и в ноябре 2003 года с государственным визитом.
6-10 ноября 2010 года состоялся первый государственный визит президента Казахстана в Сингупур. В рамках визита Нурсултан Назарбаев провёл встречи с президентом Сингапура Селлапаном Раманатаном, премьер-министром Сингапура Го Чок Тонгом, представителями крупных сингапурских компаний, посетил компании Singapore Technologies Electronics, ST Kinetics, индустриальный парк «Джуронг», порт Сингапура, принял участие в бизнес-конференции и на презентации своей книги «Критическое десятилетие». В ноябре 2003 года в Сингапуре была открыта дипломатическая миссия Казахстана, которая была преобразована в посольство 11 декабря 2008 года.
В 2021 году в парламентах Казахстана и Сингапура были созданы двусторонние группы дружбы.

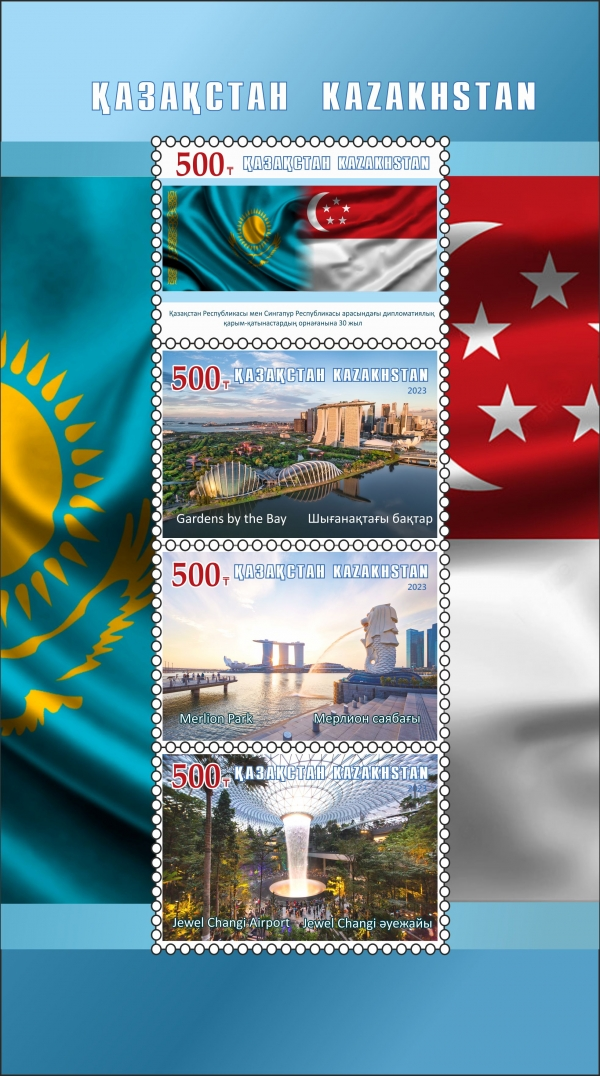
Почтовый блок, посвящённый 30-летию дипломатических отношений Казахстана и Сингапура

21-23 мая 2023 года президент Сингапура Халима Якоб совершила первый в истории Сингапура государственный визит в Казахстан и Центральную Азию.

## Послы Казахстана в Сингапуре
1. Ерлан Баударбек-Кожатаев (2008—апрель 2016)
2. Усен Сулеймен (июнь 2016—июнь 2019)
3. Аркен Арыстанов (июнь 2019—21 октября 2022)
4. Аскар Куттыкадам (21 октября 2022—н. в.)